# Antoine Saint-John
Antoine Saint-John (Avignone, 11 agosto 1940 – Sartrouville, 2 luglio 1990) è stato un attore francese.

## Biografia
È noto principalmente per aver interpretato il colonnello Gunther Reza in Giù la testa, film di Sergio Leone del 1971 e il pittore Zweick nell'horror-splatter ...e tu vivrai nel terrore! - L'aldilà, diretto da Lucio Fulci nel 1981.

## Filmografia

### Cinema
- La grande scrofa nera, regia di Filippo Ottoni (1971)
- Giù la testa, regia di Sergio Leone (1971) - accreditato come Domingo Antoine
- ...più forte ragazzi!, regia di Giuseppe Colizzi (1972)
- Il mio nome è Nessuno, regia di Tonino Valerii (1973)
- Il segreto (Le Secret), regia di Robert Enrico (1974)
- L'assassino è costretto ad uccidere ancora, regia di Luigi Cozzi (1975)
- Una donna da uccidere (Folle à tuer), regia di Yves Boisset (1975)
- Il vento e il leone (The Wind and the Lion), regia di John Milius (1975)
- Frau Marlene (Le Vieux fusil), regia di Robert Enrico (1975)
- ...e tu vivrai nel terrore! - L'aldilà, regia di Lucio Fulci (1981)
- Ginger e Fred, regia di Federico Fellini (1986)
- Cross, regia di Philippe Setbon (1987)

### Televisione
- Poker d'As – serie TV (1973)
- Le brigate del tigre (Les Brigades du Tigre) – serie TV, 1 episodio (1975)
- Les Douze légionnaires – serie TV (1976)

## Doppiatori italiani
- Sergio Tedesco in Giù la testa
- Giorgio Piazza in Il mio nome è Nessuno
- Nando Gazzolo in L'assassino è costretto a uccidere ancora